# Nécropole del Sorbo
La nécropole del Sorbo  (en italien : Necropoli del Sorbo) est une nécropole antique étrusque proche de la ville de Cerveteri en Italie.

## Archéologie
Cette nécropole est la plus ancienne de la région de Cerveteri et daterait du milieu du VIIe siècle av. J.-C. 
La tombe la plus importante est la Tomba Regolini - Galassi  découverte intacte en 1836.